# Associazione Calcio Hellas Verona 1958-1959
Questa voce raccoglie le informazioni riguardanti l'Associazione Calcio Hellas Verona nelle competizioni ufficiali della stagione 1958-1959.

## Rosa
| N. |                   | Ruolo | Calciatore          |
| -- | ----------------- | ----- | ------------------- |
|    | Italia (bandiera) | P     | Giorgio Bissoli     |
|    | Italia (bandiera) | P     | Italo Ghizzardi     |
|    | Italia (bandiera) | D     | Auro Enzo Basiliani |
|    | Italia (bandiera) | D     | Sante Begali        |
|    | Italia (bandiera) | D     | Eros Fassetta       |
|    | Italia (bandiera) | D     | Franco Rampazzo     |
|    | Italia (bandiera) | C     | Osvaldo Bagnoli     |
|    | Italia (bandiera) | C     | Giancarlo Beltrami  |
|    | Italia (bandiera) | C     | Pierluigi Cera      |
|    | Italia (bandiera) | C     | Franco Frasi        |

| N. |                     | Ruolo | Calciatore           |
| -- | ------------------- | ----- | -------------------- |
|    | Norvegia (bandiera) | C     | Finn Gundersen       |
|    | Italia (bandiera)   | C     | Alfio Paoloni        |
|    | Italia (bandiera)   | C     | Gianluigi Stefanini  |
|    | Italia (bandiera)   | C     | Erasmo Zamperlini    |
|    | Italia (bandiera)   | A     | Dario Baruffi        |
|    | Italia (bandiera)   | A     | Antonio Corso        |
|    | Italia (bandiera)   | A     | Renato Ronconi       |
|    | Italia (bandiera)   | A     | Mario Meggiorini     |
|    | Italia (bandiera)   | A     | Giorgio Tinazzi      |
|    | Italia (bandiera)   | A     | Giorgio Valentinuzzi |

## Risultati

### Serie B

#### Girone di andata
| 8 gennaio 1958 1ª giornata | Parma | 0 – 0 | Verona |  |

| 28 settembre 1958 2ª giornata | Verona | 3 – 1 | Messina |  |

| 5 ottobre 1958 3ª giornata | Verona | 2 – 2 | Catania |  |

| 12 ottobre 1958 4ª giornata | Novara | 2 – 0 | Verona |  |

| 19 ottobre 1958 5ª giornata | Verona | 1 – 2 | Venezia |  |

| 26 ottobre 1958 6ª giornata | Prato | 0 – 1 | Verona |  |

| 2 novembre 1958 7ª giornata | Verona | 4 – 1 | Zenit Modena |  |

| 16 novembre 1958 8ª giornata | Verona | 4 – 0 | Sambenedettese |  |

| 23 novembre 1958 9ª giornata | Palermo | 1 – 0 | Verona |  |

| 30 novembre 1958 10ª giornata | Marzotto Valdagno | 2 – 0 | Verona |  |

| 7 dicembre 1958 11ª giornata | Verona | 1 – 1 | Simmenthal-Monza |  |

| 14 dicembre 1958 12ª giornata | Atalanta | 2 – 1 | Verona |  |

| 21 dicembre 1958 13ª giornata | Verona | 3 – 0 | Brescia |  |

| 15 dicembre 1946 14ª giornata | Vigevano | 1 – 1 | Verona |  |

| 4 gennaio 1959 15ª giornata | Verona | 1 – 0 | Taranto |  |

| 11 gennaio 1959 16ª giornata | Verona | 1 – 2 | Cagliari |  |

| 18 gennaio 1959 17ª giornata | Reggiana | 2 – 1 | Verona |  |

| 25 gennaio 1959 18ª giornata | Verona | 1 – 3 | Como |  |

| 1º febbraio 1959 19ª giornata | Lecco | 1 – 0 | Verona |  |

#### Girone di ritorno
| 8 febbraio 1959 20ª giornata | Verona | 1 – 0 | Parma |  |

| 15 febbraio 1959 21ª giornata | Messina | 3 – 0 | Verona |  |

| 22 febbraio 1959 22ª giornata | Catania | 1 – 2 | Verona |  |

| 1º marzo 1959 23ª giornata | Verona | 3 – 1 | Novara |  |

| 8 marzo 1959 24ª giornata | Venezia | 0 – 1 | Verona |  |

| 15 marzo 1959 25ª giornata | Verona | 0 – 0 | Prato |  |

| 19 marzo 1959 26ª giornata | Zenit Modena | 1 – 1 | Verona |  |

| 22 marzo 1959 27ª giornata | Sambenedettese | 1 – 1 | Verona |  |

| 29 marzo 1959 28ª giornata | Verona | 2 – 1 | Palermo |  |

| 5 aprile 1959 29ª giornata | Verona | 3 – 0 | Marzotto Valdagno |  |

| 12 aprile 1959 30ª giornata | Simmenthal-Monza | 0 – 0 | Verona |  |

| 19 aprile 1959 31ª giornata | Verona | 0 – 3 | Atalanta |  |

| 26 aprile 1959 32ª giornata | Brescia | 2 – 2 | Verona |  |

| 3 maggio 1959 33ª giornata | Verona | 5 – 3 | Vigevano |  |

| 10 maggio 1959 34ª giornata | Taranto | 1 – 3 | Verona |  |

| 17 maggio 1959 35ª giornata | Cagliari | 1 – 1 | Verona |  |

| 24 maggio 1959 36ª giornata | Verona | 2 – 1 | Reggiana |  |

| 31 maggio 1959 37ª giornata | Como | 1 – 0 | Verona |  |

| 6 giugno 1959 38ª giornata | Verona | 2 – 0 | Lecco |  |

### Coppa Italia
| Secondo turno | Pordenone | 3 – 2 | Verona |  |

## Statistiche

### Statistiche di squadra
| Competizione | Punti | In casa | In casa | In casa | In casa | In casa | In casa | In trasferta | In trasferta | In trasferta | In trasferta | In trasferta | In trasferta | Totale | Totale | Totale | Totale | Totale | Totale | DR  |
| Competizione | Punti | G       | V       | N       | P       | Gf      | Gs      | G            | V            | N            | P            | Gf           | Gs           | G      | V      | N      | P      | Gf     | Gs     | DR  |
| ------------ | ----- | ------- | ------- | ------- | ------- | ------- | ------- | ------------ | ------------ | ------------ | ------------ | ------------ | ------------ | ------ | ------ | ------ | ------ | ------ | ------ | --- |
| Serie B      | 42    | 19      | 12      | 3       | 4       | 39      | 21      | 19           | 4            | 7            | 8            | 15           | 22           | 38     | 16     | 10     | 12     | 54     | 43     | +11 |
| Coppa Italia |       | -       | -       | -       | -       | -       | -       | 1            | 0            | 0            | 1            | 2            | 3            | 1      | 0      | 0      | 1      | 2      | 3      | -1  |
| Totale       |       | 19      | 12      | 3       | 4       | 39      | 21      | 20           | 4            | 7            | 9            | 17           | 25           | 39     | 16     | 10     | 13     | 56     | 46     | +10 |

### Statistiche dei giocatori
| Giocatore       | Serie B  | Serie B | Coppa Italia | Coppa Italia | Totale   | Totale |
| Giocatore       | Presenze | Reti    | Presenze     | Reti         | Presenze | Reti   |
| --------------- | -------- | ------- | ------------ | ------------ | -------- | ------ |
| O. Bagnoli      | 38       | 15      | 1            | 1            | 39       | 16     |
| D. Baruffi      | 31       | 4       | 1            | 0            | 32       | 4      |
| A. Basiliani    | 21       | 2       | -            | -            | 21       | 2      |
| S. Begalli      | 34       | 0       | 1            | 0            | 35       | 0      |
| G. Beltrami     | 24       | 1       | 1            | 0            | 25       | 1      |
| G. Bissoli      | 6        | -9      | -            | -            | 6        | -9     |
| P. Cera         | 1        | 0       | -            | -            | 1        | 0      |
| A. Corso        | 14       | 3       | -            | -            | 14       | 3      |
| E. Fassetta     | 23       | 0       | 1            | 0            | 24       | 0      |
| F. Frasi        | 5        | 0       | -            | -            | 5        | 0      |
| I. Ghizzardi    | 32       | -34     | 1            | -3           | 33       | -37    |
| F. Gundersen    | 2        | 0       | 1            | 0            | 3        | 0      |
| M. Meggiorini   | 15       | 2       | -            | -            | 15       | 2      |
| A. Paoloni      | 14       | 2       | 1            | 1            | 15       | 3      |
| F. Rampazzo     | 36       | 0       | 1            | 0            | 37       | 0      |
| R. Ronconi      | 11       | 3       | -            | -            | 11       | 3      |
| G. Stefanini    | 22       | 0       | 1            | 0            | 23       | 0      |
| G. Tinazzi      | 28       | 10      | -            | -            | 28       | 10     |
| G. Valentinuzzi | 24       | 7       | 1            | 0            | 25       | 7      |
| E. Zamperlini   | 37       | 3       | 1            | 0            | 38       | 3      |